# Hadassah
Hadassah è un'associazione non profit e femminista statunitense composta da donne sioniste di origini ebraiche.

## Storia
Hadassah venne fondata da Henrietta Szold nel 1912 e, durante la sua permanenza, si è specializzata nella raccolta di fondi destinati a programmi comunitari e iniziative sanitarie in Israele, compreso l'Hadassah Medical Center, un importante ospedale di ricerca a Gerusalemme. Inoltre, nel Nord America, Hadassah sostiene i diritti delle donne e l'autonomia religiosa oltre ad intrattenere rapporti diplomatici fra Israele e USA, mentre in Israele sostiene l'educazione sanitaria e la ricerca, le iniziative delle donne, le scuole ed i programmi per i giovani meno abbienti. Oggi Hadassah conta 330.000 membri nei soli Stati Uniti.